# Oglethorpe (Géorgie)
Pour les articles homonymes, voir Oglethorpe.
Pour le comté, voir Comté d'Oglethorpe.
La ville américaine d’Oglethorpe est le siège du comté de Macon, dans l’État de Géorgie.

## Démographie
| 1850 | 1860 | 1870 | 1880 | 1890 | 1900 |
| ---- | ---- | ---- | ---- | ---- | ---- |
| 113  | 454  | 400  | 442  | 486  | 545  |

| 1910 | 1920 | 1930 | 1940  | 1950  | 1960  |
| ---- | ---- | ---- | ----- | ----- | ----- |
| 924  | 871  | 953  | 1 048 | 1 204 | 1 169 |

| 1970  | 1980  | 1990  | 2000  | 2010  | - |
| ----- | ----- | ----- | ----- | ----- | - |
| 1 286 | 1 305 | 1 302 | 1 200 | 1 328 | - |

Lors du recensement de 2000, sa population s’élevait à 1 200 habitants.

## Personnalités nées à Oglethorpe
- Octavia Rogers Albert

## Source
- (en) Cet article est partiellement ou en totalité issu de l’article de Wikipédia en anglais intitulé « Oglethorpe, Georgia » (voir la liste des auteurs).